# Ngô Quang Tảo
Ngô Quang Tảo (sinh 1932- Từ Trần ngày 01/3/2020) là Anh hùng Lực lượng Vũ trang Nhân dân,Thiếu tướng Quân đội nhân dân Việt Nam, nguyên Trưởng đoàn chuyên gia 9902 của Việt Nam tại Campuchia, nguyên Phó Tư lệnh Mặt trận 979 Quân Tình nguyện Việt Nam tại Campuchia, Nguyên UVBTV Tỉnh ủy, Chỉ huy trưởng BCHQS tỉnh Sóc Trăng.

## Thân thế sự nghiệp
Ông nguyên tên là Ngô Văn Tảo, còn có tên là Ngô Quang Nhẫn, Ngô Văn Nhẫn, Năm Nhẫn, sinh năm 1932, là con thứ 4 trong một gia đình nghèo có tám người con tại làng Vĩnh Lợi, tổng Thạnh Hòa, quận Vĩnh Lợi (nay thuộc xã Vĩnh Hưng, huyện Vĩnh Lợi), tỉnh Bạc Liêu. Từ nhỏ, ông phải sớm đi làm mướn, đi chăn trâu để phụ giúp gia đình.
Cách mạng tháng 8 nổ ra, ông tham gia hoạt động trong phong trào Thanh niên Tiền phong, dù không có nhận thức chính trị gì về việc chống lại sự tái lập quyền cai trị của thực dân Pháp tại Đông Dương. Nhờ đó, ông bắt đầu được học đọc, học viết cũng như những kiến thức sơ khởi về quân sự.
Khi quân Pháp tái chiếm Nam Bộ, ông vẫn tiếp tục hoạt động cho tổ chức Thanh niên Cứu quốc và phong trào Việt Minh. Tháng 1 năm 1948, ông được cử làm cán bộ quân sự của xã Long Điền, huyện Giá Rai (nay thuộc huyện Đông Hải), tỉnh Bạc Liêu. Tháng 6 năm 1948, ông chính thức nhập ngũ và được đưa đi học bồi dưỡng quân sự. Ngày 1 tháng 1 năm 1949, ông được kết nạp vào Đảng Cộng sản Đông Dương (bấy giờ hoạt động không công khai). Bấy giờ ông là Trung đội phó trung đội trinh sát của Huyện đội Giá Rai. Đầu năm 1954, ông được rút lên làm Trung đội trưởng trung đội trinh sát thuộc Tỉnh đội Bạc Liêu.
Sau Hiệp định Genève, 1954, ông không đi tập kết và được phân công bí mật ở lại địa phương. Từ năm 1956, ông được giao nhiệm vụ tổ chức ám sát các cán bộ cũ của Việt Minh đang hoạt động đắc lực cho chính quyền Việt Nam Cộng hòa trong phong trào Tố Cộng diệt Cộng tại Giá Rai. Tháng 10 năm 1960, ông được điều động làm Trưởng Công an huyện Hồng Dân (bấy giờ thuộc tỉnh Sóc Trăng). Tháng 2 năm 1962, ông được điều động làm Tỉnh đội phó Sóc Trăng phụ trách hậu cần. Ông được xem là có những đóng góp quan trọng trong việc tổ chức hoạt động và cung cấp vật tư nguyên liệu cho các binh công xưởng sản xuất vũ khí tự tạo cho lực lượng du kích Sóc Trăng. Mặc dù ít học, nhưng xuất thân nông dân, ông hiểu rõ và rất gần gũi với người dân, nhờ đó góp phần lớn vào uy tín của ông với địa phương, giúp thuận lợi trong nhiều công tác.
Đầu năm 1968, ông được phân công tham gia làm Ban Chỉ huy tổng công kích, tổng khởi nghĩa Tết Mậu Thân của tỉnh Sóc Trăng Cuối năm 1969, ông được cử làm Tỉnh đội trưởng Sóc Trăng. Trên cương vị này, ông nhiều lần tổ chức chỉ huy cho các đơn vị dưới quyền đánh tập kích, đánh phá các cứ điểm của lực lượng địa phương Quân lực Việt Nam Cộng hòa, gây nhiều thiệt hại cho đối phương.
Tháng 2 năm 1974, ông nhận được lệnh rút ra Bắc để đi học tại Trường quân sự cấp cao. Mãi đến sau khi Việt Nam đã hoàn toàn thống nhất, tháng 10 năm 1976, ông mới hoàn thành khóa học, trở về Nam nhận chức vụ Phó chỉ huy trưởng, rồi quyền Chỉ huy trưởng Tỉnh đội Hậu Giang.
Ngay sau khi nhận nhiệm vụ tại tỉnh Hậu Giang, ông nhiều lần chỉ huy các đơn vị thuộc quyền chiến đấu phản kích lại các cuộc tấn công của quân Khmer Đỏ qua biên giới. Tháng 12 năm 1977, ông được lệnh đưa các đơn vị chiến đấu thuộc quyền tham gia cuộc chiến bảo vệ biên giới trên toàn tuyến Tây Nam.
Tháng 5 năm 1979, ông được phân công làm Phó Trưởng đoàn rồi Trưởng đoàn chuyên gia 9902, kiêm Phó Tư lệnh Mặt trận 979, sang hỗ trợ chính quyền Cộng hòa Nhân dân Campuchia xây dựng cả về quân sự, kinh tế, xã hội tại tỉnh tại tỉnh Kampong Chhnang. Tháng 9 năm 1989, khi lực lượng Quân Tình Nguyện Việt Nam tại Campuchia rút về nước, ông được biệt phái sang Bộ ngoại giao và được phân công nhiệm vụ Tổng lãnh sự Việt Nam vùng Quân khu 3 của Campuchia. Mãi đến năm 1991, ông mới được rút về nước, đảm trách công tác Thanh tra - Pháp chế tại Quân khu 9, Quân đội nhân dân Việt Nam.
Năm 1992, ông nghỉ hưu sau 45 năm quân ngũ. Tuy nhiên, ông vẫn tham gia công tác cựu chiến binh và được bầu làm Chủ tịch Hội Cựu chiến binh tỉnh Sóc Trăng, Ủy viên Ban Thường vụ Trung ương Hội Cựu chiến binh Việt Nam. Ông được nhà nước Việt Nam phong danh hiệu Anh hùng Lực lượng vũ trang Nhân dân năm 1995.